# Leonore n. 2
La Leonore n. 2 o Leonora n. 2  in do maggiore op. 72a è un'ouverture di Ludwig van Beethoven per l'opera Fidelio.